# Fear Factory – Labor der Angst
Fear Factory – Labor der Angst ist ein britisch-rumänischer Horrorfilm von Anya Camilleri mit Tara Reid, produziert 2005 (nach einigen Angaben 2006).

## Handlung
Eine Gruppe von sechs jungen Menschen, darunter Jay (Tara Reid), fährt mit dem Auto. Sie haben einen Unfall. Als sie in der Umgebung umher irren, finden sie ein Gebäude, das wie eine verlassene Fabrik aussieht. Dort geraten sie auf einen psychopathischen Mörder, den „Sleeper“.
Es zeigt sich, dass der Mörder die Gedanken der Jugendlichen kontrollieren kann. Seine Fähigkeit hängt mit geheimen Forschungsarbeiten der CIA zusammen.

## Kritiken
„OutNow“ schrieb, der Film sei eher „zum Gähnen“ als „zum Gruseln“.

## Sonstiges
Der Horrorfilm wurde mit einem Budget von 5 Millionen Dollar in Rumänien gedreht. Er wird in den Vereinigten Staaten seit dem 31. Oktober 2006 via Internetdownload vertrieben. Man kann ihn auf diesem Weg für 5 Tage oder für 30 Tage mieten.